# Emotions in Motion
Emotions in Motion è il terzo album in studio di Billy Squier, pubblicato nel 1982 dalla Capitol Records.

## Descrizione
Il disco è celebre per la copertina realizzata da Andy Warhol. Attualmente, la bozza preparatoria è conservata presso il MOMA di New York.
Hanno partecipato, in veste di coristi, Freddie Mercury e Roger Taylor. A seguito degli ottimi risultati commerciali, i Queen ingaggeranno il chitarrista americano per i loro concerti negli USA.

## Accoglienza
John Franck, critico di Allmusic, considera Emotions in Motion fortemente influenzato dal sound dei Led Zeppelin. Aggiunge, inoltre, che si tratta dell'album più importante di Squier, diventato, grazie al successo di pubblico e critica, una vera rock-star.

## Tracce
1. Everybody Wants You
2. Emotions In Motion
3. Learn How To Live
4. In Your Eyes
5. Keep Me Satisfied
6. It Keeps You Rockin'
7. One Good Woman
8. She's A Runner
9. Catch 22
10. Listen To The Heartbeat

## Formazione
- Billy Squier - voce, chitarra elettrica
- Kevin Osborn - chitarra
- Jeff Golub - chitarra
- Alan St. Jon - pianoforte, tastiere, cori
- Doug Lubahn - basso elettrico, cori
- Bobby Chouinard - batteria
- Dino Solera - sassofono
- Freddie Mercury, Roger Taylor - cori